# Гідро-Аероплан Спеціального Призначення
Гі́дро-Аеропла́н Спеціа́льного Призна́чення (рос. Гидро-Аэроплан Специального Назначения) — перший у світі спеціалізований торпедоносець.

## Передісторія
В кінці 1916 р. в товаристві Щетініна і Григоровича почалося будівництво літака ГАСП (Гідро-Аероплан Спеціального Призначення) з торпедною установкою, спроєктованою на заводі «Новий Лесснер» в Петрограді. Використовувалося і позначення «ЛОП»(рос. СОН) — Літак особливого призначення. Передбачалося створити літак, здатний виконувати функції морського торпедоносця.
Згідно з даними В. Б. Шаврова, співавтором проєкту ГАСП, слід вважати М. М. Шишмарєва (на початку 1920-х знаходився на ГАЗ № 1 в Москві, де за його проєктом побудували розвідник Р-3), завідувача конструкторським бюро на заводі Щетініна.

## Конструкція
ГАСП був великим двомоторним тристієчним біпланом, здатним нести 450 кг торпеду. Двигуни «Роллс Ройс» 250 к.с. або «Рено» 220 к.с. Фюзеляж з фанерною обшивкою, хвостове оперення біпланового типу. Екіпаж 3 — 4 особи, в тому числі два бортових стрільці для оборони передньої та задньої напівсфер. Ще до завершення збірки першого дослідного зразка, ПРТВ отримало замовлення на 10 таких апаратів, що показувало високу зацікавленість Морського відомства в таких літаках.
Перший політ відбувся 24 серпня 1917 р. в Петрограді, машину у повітря підійняв ст. лейтенант Грузінов. Разом з хорошим мореплавством і керованістю на воді, з'ясувалася необхідність поліпшення центрівки і підвищення ефективності керма. У вересні, при проведенні польотів, зламався один поплавець. Літак полагодили й знову випробували у польоті. Подальше доведення ГАСП, у зв'язку з революційним хаосом і плутаниною, виявилася неможливою і до робіт над торпедоносцем вдалося повернутися лише в 1920 р. У листопаді цього року, ГАСП відремонтували й пілот Гікса розпочав його випробування. Перший політ завершився посадкою в морі через зупинку двигуна. Протягом доби літак дрейфував, після чого вмерзнув в лід за три кілометри від берега. З пошкодженнями ГАСП евакуювали сподіваючись на продовження льотних експериментів, проте, історія торпедоносця на цьому закінчилася.